# شین-چان
کرایون شین-چان (به ژاپنی: クレヨンしんちゃん Kureyon Shin-chan) که همچنین با نام شین-چان نیز شناخته می‌شود، یک مجموعه انیمه و مانگای ژاپنی است که توسط یوشیتو اوسوی نوشته و مصورسازی شده‌است. داستان این مجموعه درباره ماجراجویی یک پسر پنج ساله به نام شینوسکه است که به همراه خانواده‌اش، خواهر نوزادش(نوهارا هیماواری) یک سگ،(شیرو ) همسایه‌ها و دوستانش در کاسوکابه، سایتاما زندگی می کنند. 